# وولگا کلیماوا
وولگا کلیماوا (بلاروسی: Вольга Уладзіміраўна Клімава؛ زادهٔ ۵ نوامبر ۱۹۹۵) قایقران کانو زن اهل بلاروس است.
وی در مسابقات کشوری و بین‌المللی در مجموع برندهٔ ۵ مدال طلا، ۴ مدال نقره، ۳ مدال برنز شده‌است.